# Pilatovići
Pilatovići (Servisch cyrillisch Пилатовићи) is een plaats in de Servische gemeente Požega. De plaats telt 803 inwoners (2002).